# 四氯化二硼
四氯化二硼是一种无机化合物，化学式 B2Cl4。 它是一种无色液体。

## 制备
现代合成四氯化二硼涉及使用铜对三氯化硼进行脱氯。 
它也可以在低温下通过三氯化硼的放电形成。  三氯化硼的放电程序可分为三个步骤： 
BCl3 → BCl2 + Cl
Cl + Hg (电极) → HgCl 或 HgCl2
2 BCl2 → B2Cl4

## 反应
四氯化二硼可用作有机硼化合物的合成试剂。例如，四氯化二硼与乙烯反应：
CH2=CH2 + B2Cl4 → Cl2B–CH2–CH2–BCl2
这个化合物在室温下极易吸收氢气：
3 B2Cl4 + 3 H2 → B2H6 + 4 BCl3